# صاروخ حامل

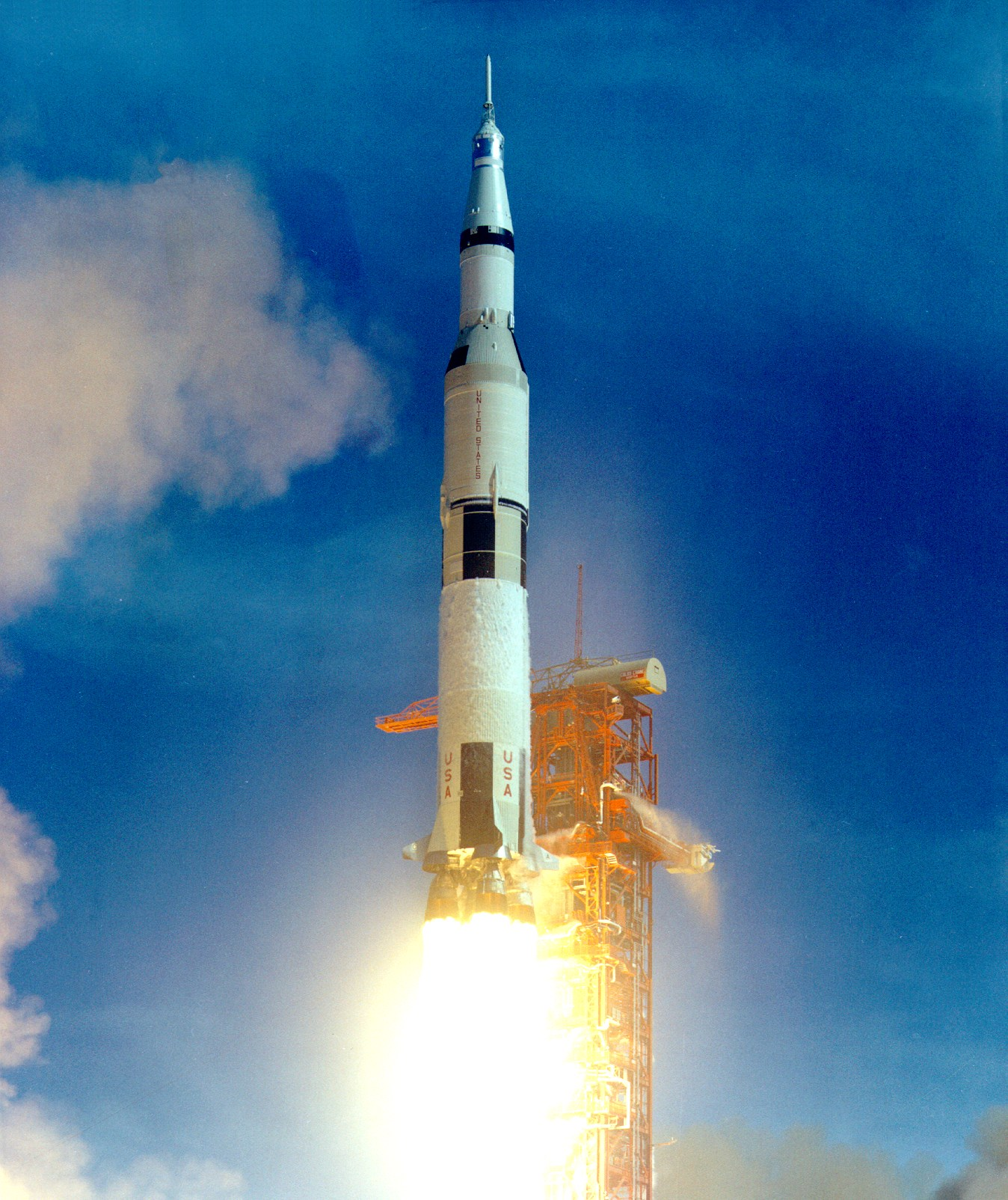
أكبر صاروخ حامل بنته الولايات المتحدة وهو ساتورن 5.

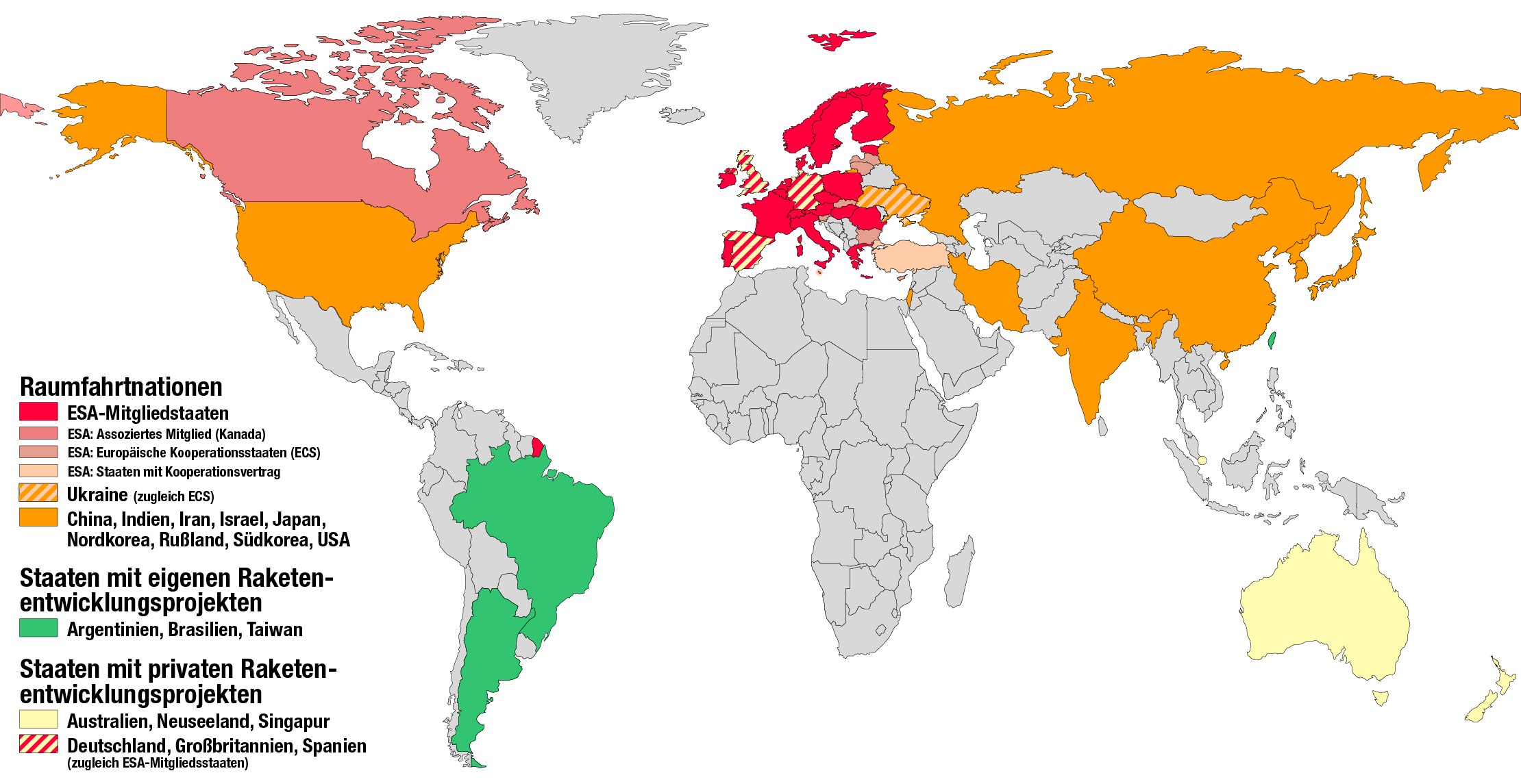
بلاد تمتلك صواريخ حمل.

الصاروخ الحامل أو مركبة الإطلاق أو صاروخ الإطلاق (بالإنجليزية: Launch vehicle) هو صاروخ يستخدم لنقل الأشخاص أو نقل حمولات من الأرض إلى الفضاء الخارجي. وتوضع حمولة الصاروخ قرب قمته وتكون مغطاة بغطاء تحميها أثناء الإقلاع من أحوال الطقس الخارجية وتنفصل الحمولة بعد الوصول للهدف. وتتكون المنظومة من صاروخ نقل أو صاروخ حامل، ومنصة لإطلاق الصاروخ وما ينتسب إليهما من بنية تحتية. وتكون حمولة الصاروخ عادة قمرًا صناعيًا بهدف توصيله إلى مدار حول الأرض. وفي بعض رحلات الفضاء تبقى الحمولة في مدار حول الأرض، وأحيانا تغادر مركبة الفضاء الأرض وتنطلق في أعماق الفضاء، مثل برنامج أبولو وبعثات القمر. ويسمى صاروخ النقل الذي يحمل حمولته أو أجهزته إلى الأجواء العليا من جو الأرض من دون اتخاذ مدار حول الأرض، يسمى صاروخ تجارب.

## انتشاره

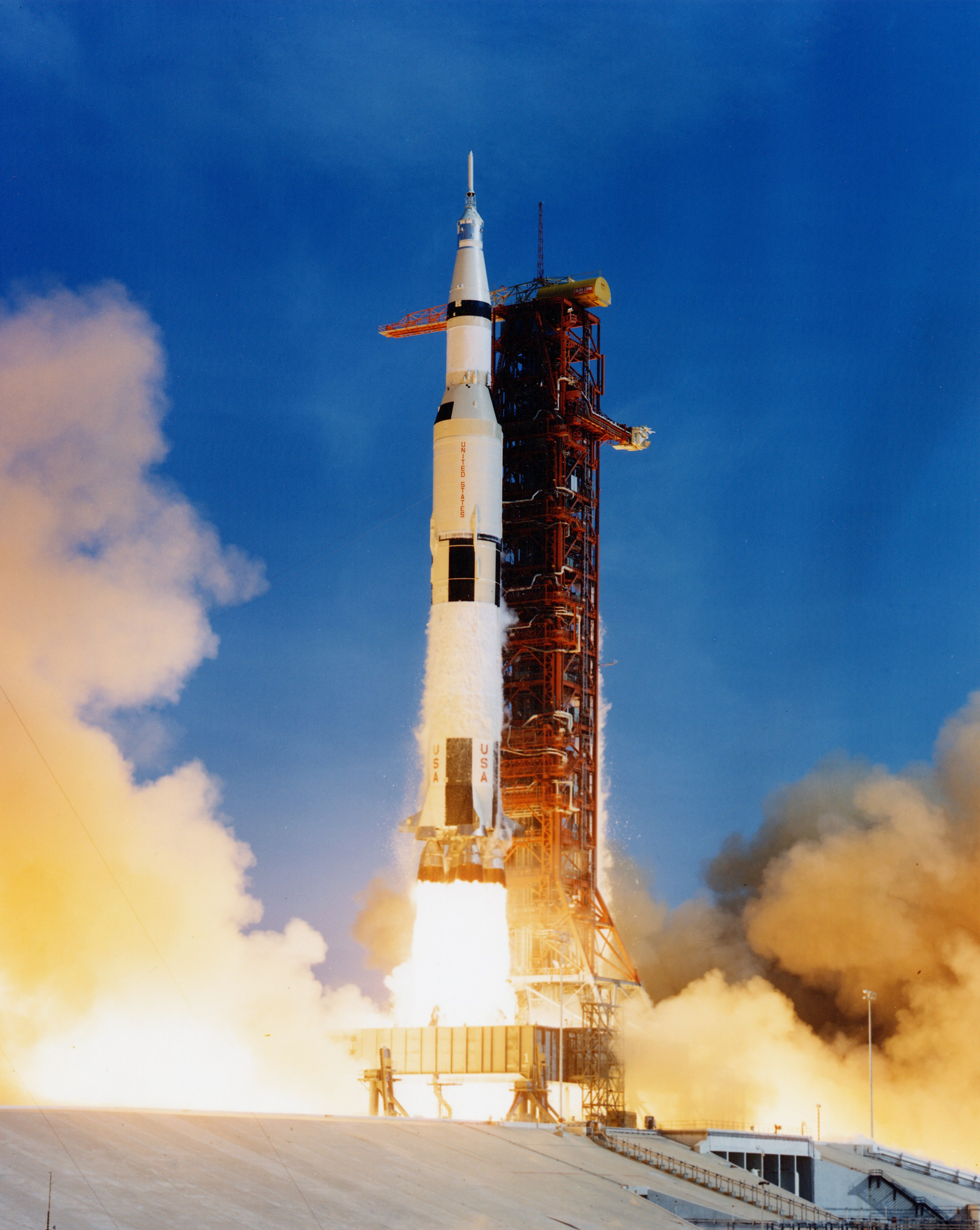
انطلقت مركبة الفضاء أبولو 11 ساتورن 5 وعلى متنها رواد الفضاء نيل أ. أرمسترونج ومايكل كولينز وإدوين ألدرين جونيور في الساعة 9:32 صباحًا بتوقيت شرق الولايات المتحدة في 16 يوليو 1969، من مجمع الإطلاق 39A التابع لمركز كينيدي للفضاء.

يقلع رواد الفضاء إلى الفضاء بواسطة صواريخ حمل أمريكية صاروخ أطلس وصاروخ تيتان وصاروخ ساتورن، وصورايخ روسية مثل فوستوك أو فوسخود [الإنجليزية]
 أو سويوز، والصاروخ الصينيين لونج مارش ولونج مارش 2 إي. كما يعتبر مكوك الفضاء سبيس شاتل صاروخ حمل حيث أنه يقوم بنقل رواد الفضاء والحمولات إلى الفضاء.
وصاروخ الفضاء الذي بنتة وكالة الفضاء الأوروبية  هو أريان واحدث صاروخ حمل منها هو أريان 5. وتعتبر أريان 5 من النوع القليل للصواريخ ذات نظامين للإقلاع وهي مصممة لنقل حمولتين كبيرتين وتوصيلهما إلى الفضاء في طلعة واحدة.
ومن أقوى صواريخ الحمل التي بُنيت الصاروخ الأمريكي صاروخ أطلس 5 والصاروخ الروسي N1 والصاروخ إنرجيا، وقد انتهى تصنيع تلك الصواريخ وتصنع غيرها. وأقوى صاروخ حمل روسي يصنع حتى الآن نوع بروتون-إم ومن المخطط له في روسيا استبدالها بالصاروخ أنجارا. وأقوى صاروخ من صناعة أوروبية هو أريان 5 التي تصنعها ECA.

## تأريخ

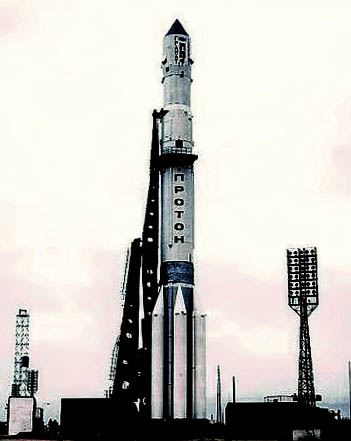
صاروخ بروتون ذو أربعة مراحل يحمل تلسكوب جرانات الفضائي 1989.

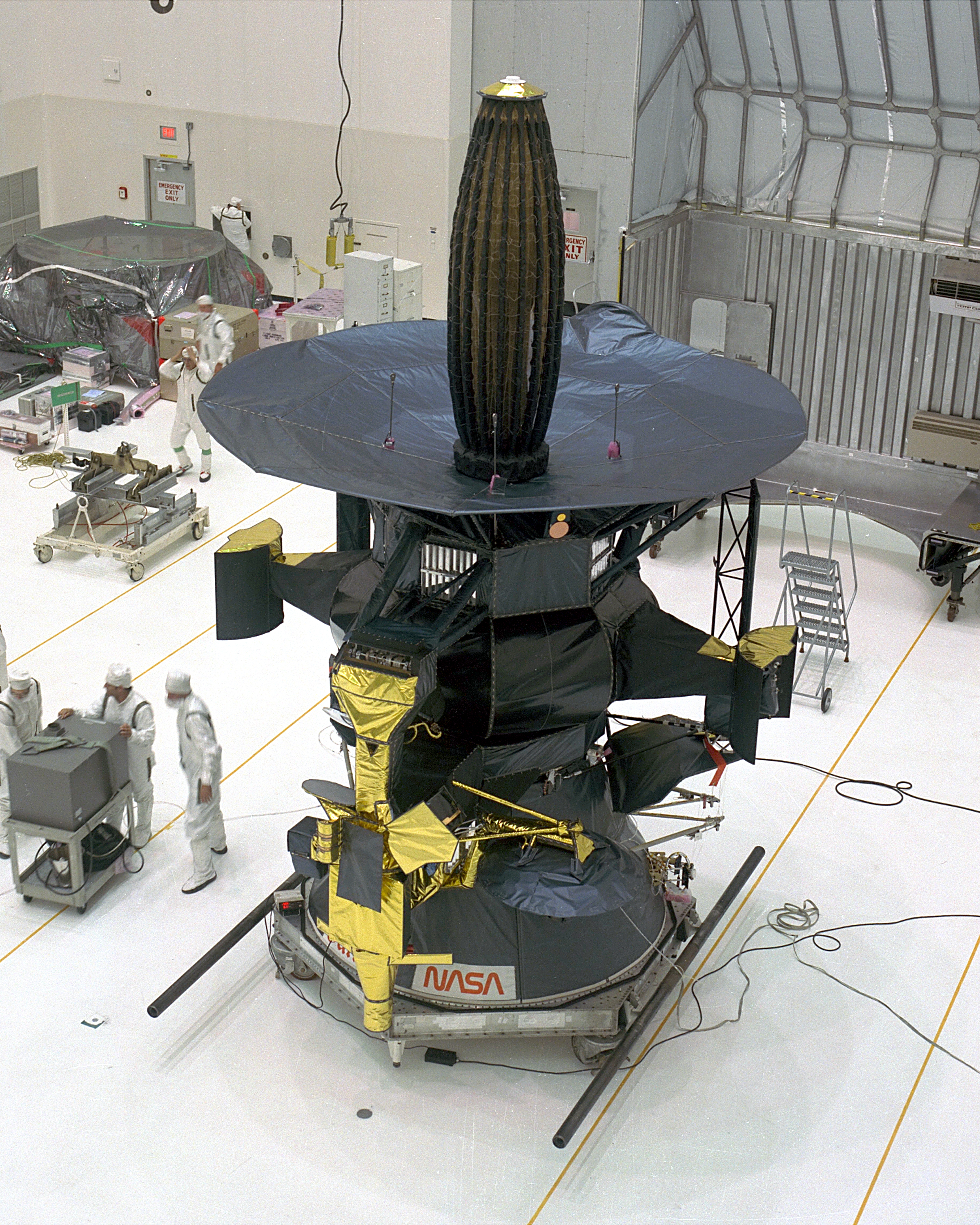
مسبار جاليليو الفضائي، أطلق إلى المشتري في 3 أغسطس 1989.

طورت صواريخ حمل كثيرة بعد الصواريخ البالستية التي صنعت خلال الخمسينيات من القرن الماضي. وكانت كلفة تلك الصورايخ كبيرة حيث لم تلعب الاقتصادية دورا في ذلك الحين. ومن أمثالها نجد صاروخ تيتان 4 الذي يعتبر أكبر كلفة لإقلاع واحد في التاريخ، وربما بعد مكوك الفضاء.
ومن ناحية أخرى فإن صاروخ حمل يمكن إعادة استخدامه مثل مكوك الفضاء يكون باهظا التكاليف ويحتاج إلى بنية ثقيل ونظام للعودة مثل أجنحة، وغطاء واقي من الحرارة المرتفعة خلال العودة، وعجلات وغيرها، مما يقلل من الحمولة المطلوب نقلها إلى الفضاء. كما يحمل مكوك الفضاء أيضا طاقما للقيادة مما يُزيد وزن المركبة، وخصوصا أجهزة الحفاط على حياة الطاقم.
وتكلفة نظام مثل مكوك الفضاء عالية بالمقارنة 'بصاروخ حامل يستخدم مرة واحدة، حيث يحتاج إلى طاقم للقيادة، واحتياطات كبيرة للمحافظة على حياتهم، وهذا ما يزيد من تكلفة الإقلاع وبالتالي تكلفة نقل حمولة إلى الفضاء. وقد بنيت خمسة من مكوكات الفضاء، وفُقدت منها إثنين «شالنجر» و«كولومبيا» مما خفض من كفاءة البرنامج المطلوب من بنائها. وتسبب كل حادث وقع لأحد المكوكات في تأخير طويل في العمل ومناقشات مستفيضة حول مسالة أمن الطاقم والثمن الباهظ لكل إقلاع.
يُستنتج من ذلك ان تصميم مكوك الفضاء لم يحرز ما كان معلقا عليه من الآمال في نقل حمولات إلى الفضاء بتكلفة قليلة. وكان تصميمه أصلا أن يعمل بدون طاقم للقيادة لتوصيل أقمارا صناعية إلى مدار حول الأرض وأن يكون بديلا فقط عن الصواريخ الحاملة التي تستخدم مرة واحدة. ولكن خصوصا بعد فقد «شالنجر» اقتصر عمل مكوك الفضاء على الرحلات إلى الفضاء التي تستدعي وجود طاقم قيادة عليه.
وتضمّن برنامج مكوك الفضاء إرسال عدة أقمار صناعية للاتصال خاصة ببرنامج المكوك نفسه، ولتوصيل عدة من الأقمار الصناعية الخاصة بالاتصالات، وتوصيل مسبارات ماجلان وجاليليو (مركبة فضائية)، ومركبة فضاء أوليسيس Ulysses، كا قام بتوصيل عدة حمولات لأغراض عسكرية إلى مدار حول الأرض.

## قائمة الصواريخ الحاملة المستخدمة
تجمع تلك القائمة الأنواع المختلفة للصواريخ الحاملة المستخدمة اقتصاديا، وكذلك عدة صواريخ ستدخل الأسواق قريبا وتتميز بأداء عال.
| الحمولة (قمر صناعي منخفض المدار)   | الحمولة (قمر صناعي منخفض المدار)                                                                      | الحمولة (قمر صناعي منخفض المدار)          | الحمولة (قمر صناعي منخفض المدار)      | الحمولة (قمر صناعي منخفض المدار)                                     | الحمولة (قمر صناعي منخفض المدار)     |
| البلد                              | حتى 2 طن                                                                                              | 2 إلى 8 طن                                | 8 إلى 15 طن                           | 15 إلى 25 طن                                                         | فوق 25 طن                            |
| ---------------------------------- | --- | ----------------------------------------- | ------------------------------------- | -------------------------------------------------------------------- | ------------------------------------ |
| البرازيل                           | VLS-1                                                                                                 | –                                         | –                                     | –                                                                    | –                                    |
| الصين                              | KT-1, CZ-1D (?)                                                                                       | –                                         | –                                     | –                                                                    |                                      |
| أوروبا                             | صاروخ فيجا                                                                                            | –                                         | –                                     | أريان 5                                                              | –                                    |
| الهند                              | PSLV                                                                                                  | GSLV صاروخ حامل للوصول إلى مدارات متزامنة | –                                     | –                                                                    | –                                    |
| إيران                              | صفير                                                                                                  | –                                         | –                                     | –                                                                    | –                                    |
| إسرائيل                            | شافيت                                                                                                 | –                                         | –                                     | –                                                                    | –                                    |
| اليابان                            | – | –                                         | H-2A                                  | H-2B                                                                 | –                                    |
| كوريا الشمالية                     | Taepodong-1                                                                                           | –                                         | –                                     | –                                                                    | –                                    |
| روسيا /أوكرانيا                    | أنجارا 1.1, كوزموس 3 إم- (روكوت، ستريلا، ستارت، شتيل، ولنا، دنيبر، سيكلون)، أنجارا 1.2, سويوز أس تي 2 | زينيت-2، أنجارا أ3                        | صاروخ بروتون أنجارا إيه 5             | إنرجيا، أنجارا إيه 7,أنجارا إيه 7 في                                 |                                      |
| كوريا الجنوبية                     | KSLV-I                                                                                                | –                                         | –                                     | –                                                                    | –                                    |
| الولايات المتحدة                   | بيجاسوس (صاروخ)، مينوتاور 1;, مينوتاور 4, فالكون ( صاروخ) فالكون 1                                    | دلتا 2                                    | أطلس 5، دلتا 4، فالكون 9              | أطلس 5، أطلس 5 ثقيل، دلتا 4 الثقيل                                   | مكوك الفضاء                          |
| الحمولة (قمر صناعي في مدار متزامن) | |                                           |                                       |                                                                      |                                      |
| البلد                              | حتى 1 طن                                                                                              | 1 - 2 طن                                  | 2 - 4 طن                              | 4 - 8 طن                                                             | فوق 8 طن                             |
| الصين                              | – | CZ-2C، CZ-3، CZ-4A/B                      | CZ-2E، CZ-3A، CZ-3C                   | CZ-3B                                                                | –                                    |
| أوروبا                             | – | –                                         | –                                     | أريان ES ATV 5; وأريان 5 ESV                                         | أريان 5ECA                           |
| الهند                              | PSLV                                                                                                  | GSLV                                      | –                                     | –                                                                    | –                                    |
| اليابان                            | – | –                                         | –                                     | H-2A, H-2B                                                           | –                                    |
| روسيا / أوكرانيا                   | صاروخ روكوت (?)                                                                                       | مولنيا ja-M                               | Sojus-Fregat، أنجارا أ3, زينيت 3SLB - | زينيت -3SL، صاروخ بروتون دي إم، صاروخ بروتون Proton/Briz-M، أنجارا 5 | –                                    |
| الولايات المتحدة                   | تاوروس                                                                                                | دلتا 2                                    | فالكون 9                              | أطلس 5، دلتا 4                                                       | أطلس 5، أطلس 5 الثقيل، دلتا 4 الثقيل |

## احصاءات
أقلعت 74 من الصواريخ خلال عام 2010، من ضمنها 7 نقلت رواد فضاء. وكانت بعثة المسبار الفضائي الياباني إلى كوكب الزهرة «أكاتسوكي» هي الوحيدة خارج الأرض في هذه السنة. وتتوزع طلعات الصواريخ الحاملة على البلاد خلال العدة سنوات الماضية كالآتي:

### البلاد
| البلد               | 2007 | 2008 | 2009 | 2010 | ملاحظات 2010                                    |
| ------------------- | ---- | ---- | ---- | ---- | ----------------------------------------------- |
| روسيا               | 26   | 26   | 30   | 31   | إطلاق فاشل 5. ديسمبر 2010                       |
| الولايات المتحدة    | 20   | 15   | 24   | 15   |                                                 |
| الصين               | 9    | 11   | 6    | 15   |                                                 |
| أوروبا (إيسا)       | 6    | 6    | 7    | 6    |                                                 |
| الهند               | 3    | 3    | 2    | 3    | إطلاقان فاشلان 15. أبريل 2010 و 25. ديسمبر 2010 |
| اليابان             | 2    | 1    | 3    | 2    |                                                 |
| إسرائيل             | 1    | 0    | 0    | 1    |                                                 |
| كوريا الجنوبية      | 0    | 0    | 1    | 1    | إطلاق فاشل 10. يونيو 2010                       |
| إطلاق من البحر دولي | 1    | 6    | 3    | 0    |                                                 |
| إيران               | 0    | 1    | 1    | 0    |                                                 |
| كوريا الشمالية      | 0    | 0    | 1    | 0    |                                                 |
| مجموع الإطلاقات     | 68   | 69   | 78   | 74   |                                                 |

## اقرأ أيضا
- ساتورن 5
- فالكون 9
- فالكون 1
- أطلس 5
- بومبر 8 (صاروخ)
- مدار متزامن
- نظام التموضع العالمي
- ستاندارد ميسايل 3
- أبولو 8
- أبولو 10
- أبولو 11
- أبولو 15
- أبولو 17
- صاروخ آريس
- قائمة رواد فضاء أبولو
- ستار48
- H3 (صاروخ)